# 查尔斯·德·沃克斯
查尔斯·德·沃克斯（Charles de Vaulx，1961年或1962年—2021年4月26日）是一位摩洛哥籍法国资产管理者。他是国际价值顾问有限公司（International Value Advisers，LLC）的首席投资官、共同投资组合经理和合伙人。2021年3月，由於投資失誤，其管理的资产从200亿美元下跌至10亿美元以下。2021年4月26日，沃克斯从位於美國紐約曼哈頓的国际价值顾问公司办公室的10楼跳下並身亡 。